# Піріфлегетон
Піріфлегетон, також Флегетон (грец. Πυριφλεγέθων) — річка в підземному царстві (Аїді), яка вливалася в Ахеронт, а також однойменний річковий бог у давньогрецькій міфології.